# Amine Aboulfath
Amine Aboulfath (en arabe : أمين أبوالفتح) né le 29 octobre 1997, est un footballeur marocain évoluant au poste de défenseur central au Wydad AC.

## Biographie
Amine Aboulfath est formé à Berrechid, où il joue 54 matchs en championnat avant de rejoindre Wydad le 3 novembre 2020, pour un montant de 109 000 €.
Le 10 septembre 2022, il est titularisé sous son nouvel entraîneur Houcine Ammouta à l'occasion de la finale de la Supercoupe de la CAF face à la RS Berkane. Il provoque un penalty en faveur de l'équipe adverse sur un match qui se solde sur une défaite de 0-2 au Stade Mohammed-V.
En pleine phase de changement d'entraîneur avec la venue de Sven Vandenbroeck, il parvient à se qualifier en finale de la Ligue des champions le 20 mai 2023 après un match nul retour de 2-2 en étant titularisé face au Mamelodi Sundowns FC au Loftus Versfeld Stadium en Afrique du Sud. 

## Statistiques
| Saison                | Club                  | Championnat           | Championnat | Championnat | Coupe(s) nationale(s) | Coupe(s) nationale(s) | Compétition(s) continentale(s) | Compétition(s) continentale(s) | Compétition(s) continentale(s) | Total | Total |
| Saison                | Club                  | Division              | M.          | B.          | M.                    | B.                    | Comp.                          | M.                             | B.                             | M.    | B.    |
| 2018-2019             | Youssoufia Berrechid0 | Botola                | 8           | 1           | 0                     | 0                     | -                              | -                              | -                              | 8     | 1     |
| 2019-2020             | Youssoufia Berrechid  | Botola                | 26          | 2           | 0                     | 0                     | -                              | -                              | -                              | 26    | 2     |
| Sous-total            | Sous-total            | Sous-total            | 34          | 3           | 0                     | 0                     | -                              | -                              | -                              | 34    | 3     |
| 2019-2020             | Wydad Casablanca      | Botola                | 7           | 0           | 1                     | 0                     | C1                             | 5                              | 0                              | 13    | 0     |
| Sous-total            | Sous-total            | Sous-total            | 7           | 0           | 1                     | 0                     | -                              | 5                              | 0                              | 13    | 0     |
| Total sur la carrière | Total sur la carrière | Total sur la carrière | 41          | 3           | 1                     | 0                     | -                              | 5                              | 0                              | 47    | 3     |

## Palmarès
Wydad Casablanca (3)
- Champion du Maroc
  - Champion : 2021 et 2022
  - Vice-champion : 2023
- Ligue des champions de la CAF
  - Vainqueur : 2022
  - Finaliste : 2023
- Coupe du Maroc
  - Finaliste : 2021
- Supercoupe de la CAF
  - Finaliste : 2022
- Ligue africaine de football
  - Finaliste : 2023

 Koweït SC (3)
- Championnat du Koweït
  - Champion : 2025
- Coupe Crown Prince du Koweït
  - Vainqueur : 2025
- Supercoupe du Koweït
  - Vainqueur : 2025